# ديفيد تريمبلي
ديفيد تريمبلي هو مصارع رياضي كندي، ولد في 18 سبتمبر 1987 في وندسور في كندا.

## وصلات خارجية
- ديفيد تريمبلي على موقع قاعدة بيانات المصارعة الدولية (الإنجليزية)
- ديفيد تريمبلي على موقع أوليمبيديا (الإنجليزية)
- ديفيد تريمبلي على موقع اللجنة الأولمبية الكندية (الإنجليزية)
- ديفيد تريمبلي على موقع اتحاد ألعاب الكومنولث (مؤرشف) (الإنجليزية)